# 叻猜拉披色站
叻猜拉披色站（音素換寫：S̄t̄hānī rạchdāp̣his̄ʹek，皇家轉寫：Sathani Ratchadaphisek）位於泰國首都曼谷的叻猜拉披色路與「促猜巒密街」交界，為曼谷地鐵的一個車站。站碼為 RAT。該站位於新發展地帶，正在建造許多新大廈，許多小販攤檔佔據了該站的西方。

## 車站構造
| G  | 地面               | 巴士站、停車場、Panchasap學校  |
| B1 | 地下行人道         | 1-4號出口、MetroMall（未開放） |
| B2 | 大堂               | 售票機                         |
| B3 | 1號月台            | MRT 往曼瓦（素鐵訕）           |
| B3 | 島式月台，右側開門 |                                |
| B3 | 2號月台            | MRT 往島本（叻拋）             |

## 鄰近地點
- 飯店：Chao Phraya Park Hotel
- 學校：Maen Sri Phitthayalai School
- 公共汽車：136、137、179、1875、206、514、517、529
- 1出口：容納30輛汽車的停車場，Pancha Sap School
- 2出口：促猜廿九街 (Soi Chokchai 29)
- 3出口：叻猜拉披色廿六街 (Soi 26 Ratchadaphisek)
- 4出口：叻猜拉披色廿四街 (Soi 24 Ratchadaphisek)

## 外部連結
- 曼谷地鐵公司的官方網站
- 曼谷集體運輸系統(架空電車)的官方網站